# Aleuritopteris vermae
Aleuritopteris vermae är en kantbräkenväxtart som först beskrevs av Fraser-jenk. och Viane, och fick sitt nu gällande namn av Fraser-jenk. och Khullar. Aleuritopteris vermae ingår i släktet Aleuritopteris och familjen Pteridaceae. Inga underarter finns listade.